# Difesa spirituale

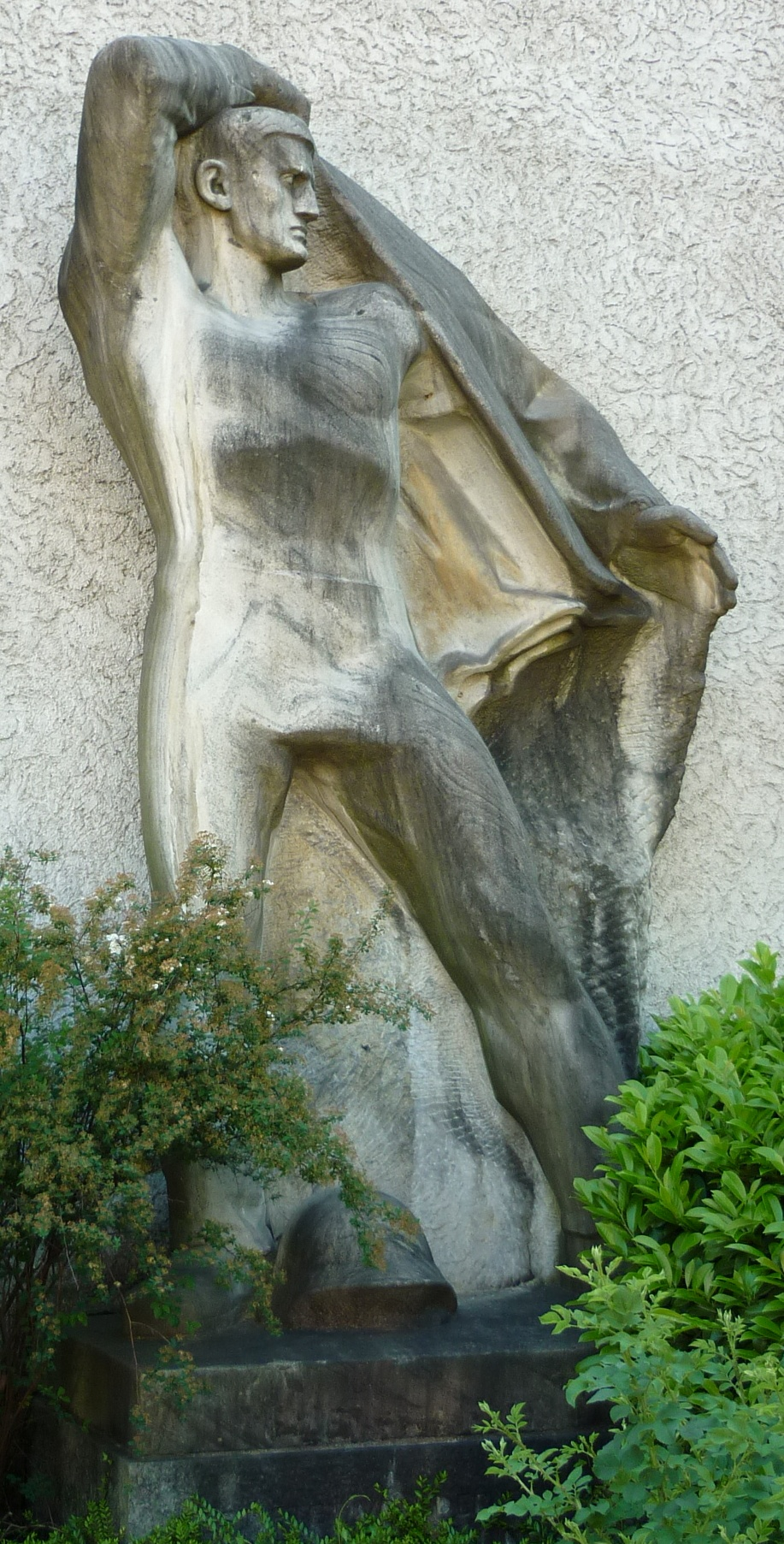
Un monumento nella Università di Zurigo ricorda la difesa spirituale.

La Difesa spirituale (o Difesa del Paese) fu un movimento politico-culturale Svizzero dagli anni 1930-40 agli anni 1960-70 che "si prefiggeva lo scopo di difendersi dai totalitarismi".